# 岡本譲治
岡本 譲治（おかもと じょうじ、1974年 - ）は、日本の写真家。
愛知県豊橋市生まれ。東京工芸大学短期大学部卒業。中島清一に師事、後フリーランスとなる。
誠文堂新光社の花業界紙フローリスト等の写真を数多く撮影。
柿崎順一やダニエル・オストなど、主にフラワーアーティストの作品写真を手掛ける。
2007年には、岡本譲治の撮影による、フラワーアーティスト柿崎順一初の作品集、『NEW LIFE あたらしい生命　揺りかごからの胎動』が出版された。

## 主な写真集
- 『NEW LIFE あたらしい生命　揺りかごからの胎動』求龍堂　2007年 （柿崎順一の作品集）